# Phaeosia dimorpha
Phaeosia dimorpha là một loài bướm đêm thuộc phân họ Arctiinae, họ Erebidae.